# Lee Sang-yeob
Lee Sang-yeob (이상엽?, 李相燁?, I Sang-yeopLR, I Sang-yŏbMR; Corea del Sud, 8 maggio 1983) è un attore sudcoreano.
È noto soprattutto per le sue interpretazioni nella sitcom Cheongdam-dong sar-a-yo e nei serial Sesang eodi-edo eobnneun chakhan namja, Jang Ok-jeong, sarang-e salda, Dangsin-i jamdeun sa-i-e e Han Bun Danyeowasseubmida. Il suo primo ruolo da protagonista è stato nel drama coreano del 2013 Saranghaeseo namjuna.

## Vita privata
Il 25 settembre 2023 l'agenzia conferma la notizia che l'attore sposerà la sua fidanzata (non celebrità) nel 2024. Il matrimonio è stato celebrato il 24 marzo 2024 in un hotel di Seoul.

## Filmografia

### Cinema
- Superman-i-eotdeon sana-i (슈퍼맨이었던 사나이?), regia di Jeong Yoon-chul (2008)
- 6nyeojjae yeon-aejung (6년째 연애중?), regia di Park Hyun-jin (2008)
- Tikkeulmo-a romance (티끌모아 로맨스?), regia di Kim Jung-hwan (2011)
- The Flu - Il contagio (감기?, GamgiLR), regia di Kim Sung-su (2013)
- Qianren gonglue (前任攻略S), regia di Tian Yusheng (2014)
- Gomtaengi (곰탱이?), regia di Im Jin-sun (2018)
- Naega Jookdeon Nal (내가 죽던 날), regia di Park Ji-Wan (2020)

### Televisione
- Haengbokhan yeoja (행복한 여자?) - serie TV (2007)
- Dae-wang Sejong (대왕 세종?) - serie TV (2008)
- Kokkiri (코끼리?) - serie TV (2008)
- Yuhog-ui gisul (유혹의 기술?) - serie TV (2008)
- Geubun-i osinda (그분이 오신다?) - serie TV (2008-2009)
- Geunyeo-ui style (그녀의 스타일?) - serie TV (2009)
- Midas (마이더스?, Ma-ideoseuLR) - serie TV (2011)
- Miss Ripley (미스 리플리?, Miseu RipeulliLR) - serie TV (2011)
- Jigoneun mossar-a (지고는 못살아?) - serie TV (2011)
- Cheongdam-dong sar-a-yo (청담동 살아요?) - serie TV (2011-2012)
- Koisuru maison ~Rainbow Rose~ (恋するメゾン。〜Rainbow Rose〜?) - serie TV (2012)
- Sesang eodi-edo eobnneun chakhan namja (세상 어디에도 없는 착한남자?) - serie TV (2012)
- Jang Ok-jeong, sarang-e salda (장옥정, 사랑에 살다?) - serie TV (2013)
- Sesang-eseo gajang widaehan il (세상에서 가장 위대한 일?) - miniserie TV (2013)
- Saranghaeseo namjuna (사랑해서 남주나?) - serie TV (2013-2014)
- Parangsae-ui jip (파랑새의 집?) - serie TV (2015)
- Signal (시그널?) - serie TV, episodi 9-11 (2016)
- Master - Guksu-ui sin (마스터-국수의 신?) - serie TV (2016)
- Doctors (닥터스?) - serie TV, 4 episodi (2016)
- Drama Special 2016 (드라마 스페셜 2016?, Deurama seupesyeol 2016LR) - serie TV, episodio 5 (2016)
- Ibeon ju, anaega baram-eul pimnida (이번 주, 아내가 바람을 핍니다?) - serie TV (2016)
- Drama Special 2017 (드라마 스페셜 2017?, Deurama seupesyeol 2017LR) - serie TV, episodio 4 (2017)
- Dangsin-i jamdeun sa-i-e (당신이 잠든 사이에?) - serie TV (2017)
- Hymn of Death (사의 찬미?) – miniserie TV (2018)
- Topseuta Yoobaeki (톱스타 유백이) - serie TV (2018)
- Pyeongil ohoo seshiui yeonin (평일 오후 세시의 연인) - serie TV (2019)
- Han Bun Danyeowasseubmida (한 번 다녀왔습니다) - serie TV (2020)
- Good Casting (굿캐스팅?) - serie TV (2020)
- Drama Special 2020 (드라마 스페셜 2020, Deurama seupesyeol 2020) - serie TV, episodio 9 (2020)
- Michiji Angoseoya (미치지 않고서야) - serie TV (2021)
- Byeolttongbyeol (별똥별) - serie TV (2022) (cameo, ep.11)
- Eve (이브) - serie TV (2022)
- Sunjeongbokseo (순정복서) - serie TV (2023)
- Beyond the Bar (에스콰이어: 변호사를 꿈꾸는 변호사들?) - serie tv, cameo (2025)

### Programmi televisivi
- Hwansangui jjakkkung (환상의 짝꿍?) - primo conduttore (2008)
- Brain Battle (브레인 배틀?, Beurein BaeteulLR) - ospite - puntata 1 (2008)
- Muhan Dojeon - Daecheeneoji teukjip 2bu (《무한도전》 - 대체에너지 특집2부?) - ospite - puntata 114 (2008)
- Gang Shimjang (강심장?) - ospite - puntata 157 (2012)
- Get It Beauty (겟잇뷰티?, gesisbyutiLR) - apparizione speciale (2012)
- Daegukmin tokeusyo annyeonghaseyo (대국민 토크쇼 안녕하세요?) - ospite - puntata 212 (2015)
- Jeonggeurui beopchik - in Samoa (정글의 법칙 - in 사모아?) - membro del cast - puntate 186–194 (2015)
- Jinjja Sanai (진짜 사나이?) - apparizione speciale - puantate 146-152 (2016)
- Running Man (런닝맨?, RonningmaenLR) - ospite - puntata 381 (2017)
- Aneun Hyeongnim (아는 형님?) - ospite - puntata 111 (2018)
- Hankkijupsyo (한끼줍쇼?) - ospite - puntata 104 (2018)
- Running Man (런닝맨?, RonningmaenLR) - ospite regolare - puntate 381,385, 390-396, 399-400, 405-408, 415 (2018)
- Muhwaghaeng (무확행?) - conduttore (2018)
- Miun Uri Saekki (미운 우리 새끼?) - conduttore speciale - puntata 158 (2019)
- Running Man (런닝맨?, RonningmaenLR) - ospite - puntata 453 (2019)
- Hogudeurui gamppangsaenghwal (호구들의 감빵생활?) - membro del cast (2019)
- Siberia seonbaldae (시베리아 선발대?) - membro del cast (2019)
- Running Man (런닝맨?, RonningmaenLR) - ospite - puntata 509 (2020)
- Sixth Sense (식스센스?, SigseusenseuLR) - ospite - stagione 1 puntata 1 (2020)
- Seeolgan-i (세얼간이?) - membro del cast, con Yang Se-chan, Hwang Kwang-hee (2020)
- Shyupeomaeni Dorawattda (슈퍼맨이 돌아왔다?) - ospite - puntata 356 (2020)
- 2020 KBS Drama Awards - conduttore, con Do Kyung-wan e Jo Bo-ah
- Jeongugbangbangkugkug (전국방방쿡쿡?) - membro del cast (2021)
- Eoriniege sae saengmyeongeul (어린이에게 새 생명을?) - Co-conduttore con Kim Hee-ae (2021)
- Sixth Sense (식스센스?, SigseusenseuLR) - membro del cast - Stagioni 2-3 (2021-2022)
- Artistock Game (아티스탁 게임?, Atiseutak GeimLR) - conduttore (2022)
- Oktapbangui Munjeadeul (옥탑방의 문제아들?) - ospite - puntata 240 (2023)
- Hongkimdongjeon (홍김동전?) - ospite - puntata 49 (2023)
- Jeonjijeok Chamgyeon Sijeom (전지적 참견 시점?) - ospite - puntate 260-261, 267 (2023)
- Sinsangchulsi pyeonseutorang (신상출시 편스토랑?) - ospite regolare - puntate 200-206 (2023)
- I am Ground (아이엠그라운드?, Ai Em GeuraundeuLR) - membro del cast, con Hwang Kwang-hee, Kim Min-kyu, Son Dong-pyo (2024)
- Sinsangchulsi pyeonseutorang (신상출시 편스토랑?) - ospite regolare - puntate 207-209, 213-215, 220-222 (2024)
- Jeonjijeok Chamgyeon Sijeom (전지적 참견 시점?) - ospite - puntate 299-300, 311 (2024)
- Aju sajeogin yeohaeng (아주 사적인 여행?) - ospite - puntata 8 (2024)
- Radio Star (라디오 스타?) - puntata 870 (2024)
- Sikgaek Heoyeongmanui Baekbangihaeng (식객 허영만의 백반기행?) - ospite - puntata 252 (2024)
- Miun Uri Saekki (미운 우리 새끼?) - ospite - puntata 398 (2024)[11]
- Babina hanjanhae (밥이나 한잔해?) - ospite - puntata 8 (2024)
- Dasigaljido (다시갈지도?) - ospite - puntata 132 (2024)
- Aju sajeogin yeohaeng (아주 사적인 여행?) - ospite - puntata 19 (2024)
- I mareul kkok hago sipeosseoyo (이 말을 꼭 하고 싶었어요?) - ospite - puntata 10 (2024)
- Jeonhyeonmugyehoek 2 (전현무계획?) - ospite - puntata 10 (2024)
- Yubyeolnan yeoksa han kki (유별난 역사 한 끼?) - ospite - puntata 6 (2025)
- Imwonhuiui misikjeonpasa (임원희의 미식전파사?) - ospite - puntate 12-13 (2025)
- Aneun hyeongnim (아는 형님?) - ospite - puntata 471 (2025)
- Miun Uri Saekki (미운 우리 새끼?) - ospite - puntata 443 (2025)
- Beurein Akademi (브레인 아카데미?) - membro del cast (2025)
- Namgyeoseo mwohage (남겨서 뭐하게?) - ospite - puntata 4 (2025)
- Behind (비하인드?) - narratore (2025)
- Seoksam peullei (석삼플레이?) - membro del cast (2025)

## Teatro
| Anno | Titolo                   | Ruolo |
| ---- | ------------------------ | ----- |
| 2025 | Anna X (Joseph Charlton) | Ariel |

## Riconoscimenti
- APAN Star Awards
  - 2013 – Nomination Miglior nuovo attore per Jang Ok-jeong, sarang-e salda
  - 2021 – Premio all'eccellenza Miglior attore in una serie tv per Han Bun Danyeowasseubmida
- KBS Drama Awards
  - 2012 – Nomination Miglior attore secondario per Sesang eodi-edo eobnneun chakhan namja
  - 2015 – Nomination Miglior coppia (con Chae Soo-bin) per Parangsae-ui jip
  - 2020 – Premio all'eccellenza, Miglior attore in un Mid-length Drama per Han Bun Danyeowasseubmida
  - 2020 – Premio per la popolarità, attore
  - 2020 – Miglior coppia con Lee Min-jung per Han Bun Danyeowasseubmida
  - 2020 – Nominatin Miglior attore in un One-Act/Special/Short Drama per Drama Special – Traces of Love
  - 2023 – Premio per la popolarità, attore
- Korea Best Star Award
  - 2019 – Migliore Drama Star per Pyeongil ohoo seshiui yeonin
- Korea Cultural Entertainment Awards
  - 2019 – Migliore attore televisivo per Pyeongil ohoo seshiui yeonin
- MBC Drama Awards
  - 2013 – Miglior nuovo attore per Saranghaeseo namjuna
  - 2021 – Premio all'eccellenza, attore in una miniserie per Michiji Angoseoya
- SBS Drama Awards
  - 2017 – Premio all'eccellenza, attore in un drama del mercoledì-giovedì per Dangsin-i jamdeun sa-i-e
  - 2017 – Nomination Personaggio dell'anno per Dangsin-i jamdeun sa-i-e
  - 2020 – Nomination Top Excellence Award, attore in una miniserie drama d'azione per Good Casting